# 卡马雷纳
卡马雷纳，是西班牙卡斯蒂利亚-拉曼恰托莱多省的一个市镇。总面积66平方公里，总人口2467人（2001年），人口密度37人/平方公里。